# Josef Gangl
Josef « Sepp » Gangl, né le 12 septembre 1910 à Obertraubling, district de Ratisbonne, en Allemagne, et mort le 5 mai 1945 au château d'Itter, dans le Tyrol, en Autriche, est un officier allemand de la Seconde Guerre mondiale. Il est connu pour avoir combattu avec des soldats de son unité aux côtés de l'armée américaine lors de la défense du château d'Itter contre les troupes de la 17e division SS Götz von Berlichingen, et a été tué lors de l'attaque.

## Biographie
Josef Gangl est né en 1910 à Obertraubling, en Bavière, fils d'un fonctionnaire des Chemins de fer royaux bavarois et d'une commerçante.
Gangl s'engage le 1er novembre 1928 dans la Reichswehr, alors limitée à 100 000 hommes, pour entamer une carrière de militaire dans le 7e régiment d'artillerie à Nuremberg. Il y reste jusqu'en septembre 1929 puis rejoint le 5e régiment d'artillerie à Ulm.
En 1935, il rejoint le 25e régiment d'artillerie à Louisbourg, où il épouse une vendeuse, Walburga Renz, avec qui il a plus tard deux enfants : leur fille Sieglinde naît en 1936.
En novembre 1938, Gangl est promu sergent-major (Hauptfeldwebel (de)). À partir d'octobre 1939, il devait fréquenter une école d'officiers de la Wehrmacht, mais dans le cadre des préparatifs de guerre, il est transféré avec son régiment dans le district de Sarre-Palatinat, près de la frontière française. Le 7 septembre 1939, onze divisions françaises franchissent la frontière sur une largeur de 25 km, pénètrent environ 8 km en territoire allemand, mais se retirent deux semaines après sur ordre de Gamelin. Dans les mois qui suivent la « Drôle de guerre » (en allemand : Sitzkrieg : guerre assise), Gangl passe six mois à l'hôpital. Le 14 mai 1940, il retourne dans son régiment et participe à la Bataille de France comme commandant d'une unité de reconnaissance de la 25. Panzergrenadier-Division de la Wehrmacht. Après l'armistice, il est muté au 25e Département de remplacement de l'artillerie et en août 1940 après une courte permission, à la base de Taus dans le Protectorat de Bohême-Moravie. Le 25 novembre 1940, il commence une formation d'un mois à l'école d'artillerie de Jüterbog.
À partir du 22 juin 1941, Gangl part avec le 2e régiment d'artillerie motorisée du groupe d'armées Sud en Ukraine et combat sur le Front de l'Est. Il commande une batterie d'obusiers de campagne de 10,5 cm pendant la bataille de Kiev. Le 20 août 1941, il reçoit la Croix de fer 2e classe. En janvier 1942, il est promu premier Oberleutnant. En février 1942, on lui décerne la Croix de fer 1re classe. Le 24 avril 1942, il prend le commandement d'une unité Nebelwerfer du 25e Régiment d'artillerie. En janvier 1944, il est nommé commandant du 7e département de remplacement et d'entraînement de lance-roquettes à Höchstädt an der Donau. En mars 1944, on l'envoie au 83e régiment de la 7e brigade de lance-roquettes à Celle. Après le Débarquement de Normandie, il marche le 1er juillet 1944 sur Caen pour rejoindre les ordres de la 12e division SS Hitlerjugend lors de la bataille de Caen. La 7e brigade s'extirpe de la poche de Falaise en août avec de lourdes pertes. Il participe avec la brigade à l'offensive des Ardennes, à la retraite générale qui s'ensuit, et en février 1945 à la défense infructueuse de Sarrebruck. Le 8 mars 1945, il reçoit la Croix allemande en or. Peu de temps après, il est promu major et reçoit le commandement de la IIe Division du 83e régiment de lance-roquettes. Début avril, le général Kurt Paape ordonne aux commandants de ses bataillons près de Peißenberg de marcher sur le Tyrol et de participer à la défense de la « Forteresse des Alpes ». À la mi-avril, Gangl rencontre le lieutenant-général Georg Ritter von Hengl, qui l'a affecté avec les restes de son unité au groupe de combat Giehl sous les ordres du lieutenant-colonel Johann Giehl à Wörgl.

### Résistance en Autriche
Quelques jours après son arrivée à Wörgl, Gangl change de camp et contacte le groupe local de la résistance autrichienne autour d'Alois Mayr. Il fournit aux résistants des informations et des armes. L'objectif est d'empêcher Giehl de défendre Wörgl contre les Américains en faisant sauter les ponts et en bloquant les routes, ainsi que de libérer les prisonniers français détenus au château d'Itter voisin. Le 3 mai 1945, une partie du Kampfgruppe Giehl à Niederaudorf est attaquée par la 12e division blindée américaine et subit de lourdes pertes. Von Hengl fait retirer ses troupes de Wörgl et Itter pour laisser place à des unités de la Waffen-SS. Entre-temps, de nombreux habitants de Wörgl ont déjà accroché des drapeaux blancs aux fenêtres. Selon un ordre de Heinrich Himmler, tous les hommes agissant ainsi doivent être abattus : Gangl choisit de rester dans le village et de protéger les habitants des représailles des SS avec dix de ses camarades du 83e régiment.
Le 4 mai 1945, à 11 heures, un cuisinier tchèque du nom d'Andreas Krobot part à vélo du château d'Itter et se rend à Wörgl auprès de Gangl pour demander une aide immédiate aux prisonniers français qui s'y trouvent, menacés par la Waffen SS sur le point d'attaquer le château. Gangl, qui ne veut pas sacrifier ses hommes dans une mission suicide, part au devant des Américains avec un drapeau blanc ; à Kufstein, à 8 km de là, il prend contact avec une unité de reconnaissance américaine sous le commandement du capitaine John C. « Jack » Lee. Celui-ci choisit de conduire ses 14 soldats américains ainsi que Gangl et dix de ses artilleurs au château d'Itter, où a alors lieu une des deux seules bataille de la Seconde Guerre mondiale au cours de laquelle des soldats de l'armée américaine et de la Wehrmacht se sont battus côte à côte (Bataille du château d'Itter et Operation Cowboy). Gangl rappelle Alois Mayr par téléphone qui lui envoie deux autres soldats de la Wehrmacht et le jeune résistant Hans Waltl. Les prisonniers français libérés participent également au combat. 
Le matin du 5 mai, environ 100 à 150 hommes de la 17e division SS Götz von Berlichingen lancent l'attaque. Gangl est mortellement touché par un tireur d'élite alors qu'il tente d'éloigner l'ancien Premier ministre Paul Reynaud de la ligne de mire. Il est le seul défenseur du château à être tué. Vers 16 heures, une unité de secours du 142e régiment d'infanterie américaine arrive à la rescousse, faisant prisonniers une centaine de SS.
Gangl est enterré à St. Johann in Tirol, où son nom est mentionné sur une pierre commémorative dans le cimetière de la chapelle Saint-Antoine.

## Distinctions
- Croix de fer de 2e classe le 20 août 1941 ;
- Croix de fer de 1re classe le 12 février 1942 ;
- Croix allemande en or le 8 mars 1945.

## Hommage posthume
Gangl est honoré comme un héros de la résistance autrichienne. Une rue de Wörgl porte son nom,.